# Espen Kofstad
Espen Kofstad (Oslo, 11 augustus 1987) is een golfprofessional uit Noorwegen.
Kofstad studeerde aan de Universiteit van Denver waar hij in 2010 een graad in 'Marketing and Economics' haalde. Hij speelde vier jaar college golf, won er twee toernooien en had in zijn laatste jaar de laagste gemiddelde score van zijn team. Zijn handicap was +4 aan het einde van zijn golfcarrière.
Gewonnen
Onder meer:
- 2005: Norwegian Team Championship, Norwegian Junior Tour Order of Merit
- 2006: World Boys Championship in Japan

Teams
- Eisenhower Trophy 2008, 2010
- St Andrews Trophy: 2010 (winners)

## Professional
In juni 2010 werd Kofstad professional. In Stage 2 van de Tourschool werd hij 16de en in de Final Stage haalde hij een kaart voor de Europese Challenge Tour van 2011.
Kofstad wordt begeleid door Henrik Bjørnstad die zelf ook playing professional was.

### Gewonnen
- 2012: Double Tree by Hilton Acaya Open, Apulia San Domenico Grand Final